# Funiculaire de Bergamo Alta
Le funiculaire de Bergamo Alta est l'un des deux systèmes de funiculaires de la ville de Bergame. Construit en 1887, il relie la ville basse à la ville haute, ceinte des murs vénitiens. 

## Histoire
Après un long débat sur les moyens les plus disparates de rejoindre les deux parties de la ville, en 1887 le projet de l'Émilien Alessandro Ferretti a prévalu, qui a également été chargé de la concession pour l'exploitation du réseau de tramway de Bergame. Un système de type « va et vient » a donc été construit qui, à partir de Bergame Bassa, viale Vittorio Emanuele II,  traverse  les murs vénitiens et conduit au Palazzo Rota poi Suardi, au cœur de la Città Alta, sur la Piazza Mercato delle Scarpe. La première course du funiculaire a eu lieu le 20 septembre 1887.

## Caractéristiques
En raison de la forme particulière du système, les deux pistes ont des longueurs différentes, égales à 240 et 234 respectivement pour les pistes droite et gauche. La différence de hauteur couverte est de 85 mètres, avec une pente maximale de 52 %. 
La gare inférieure du funiculaire, située à 271 mètres d'altitude, est desservie par le réseau de bus, ainsi que celle située dans la ville haute, qui se situe à 356 mètres d'altitude. 

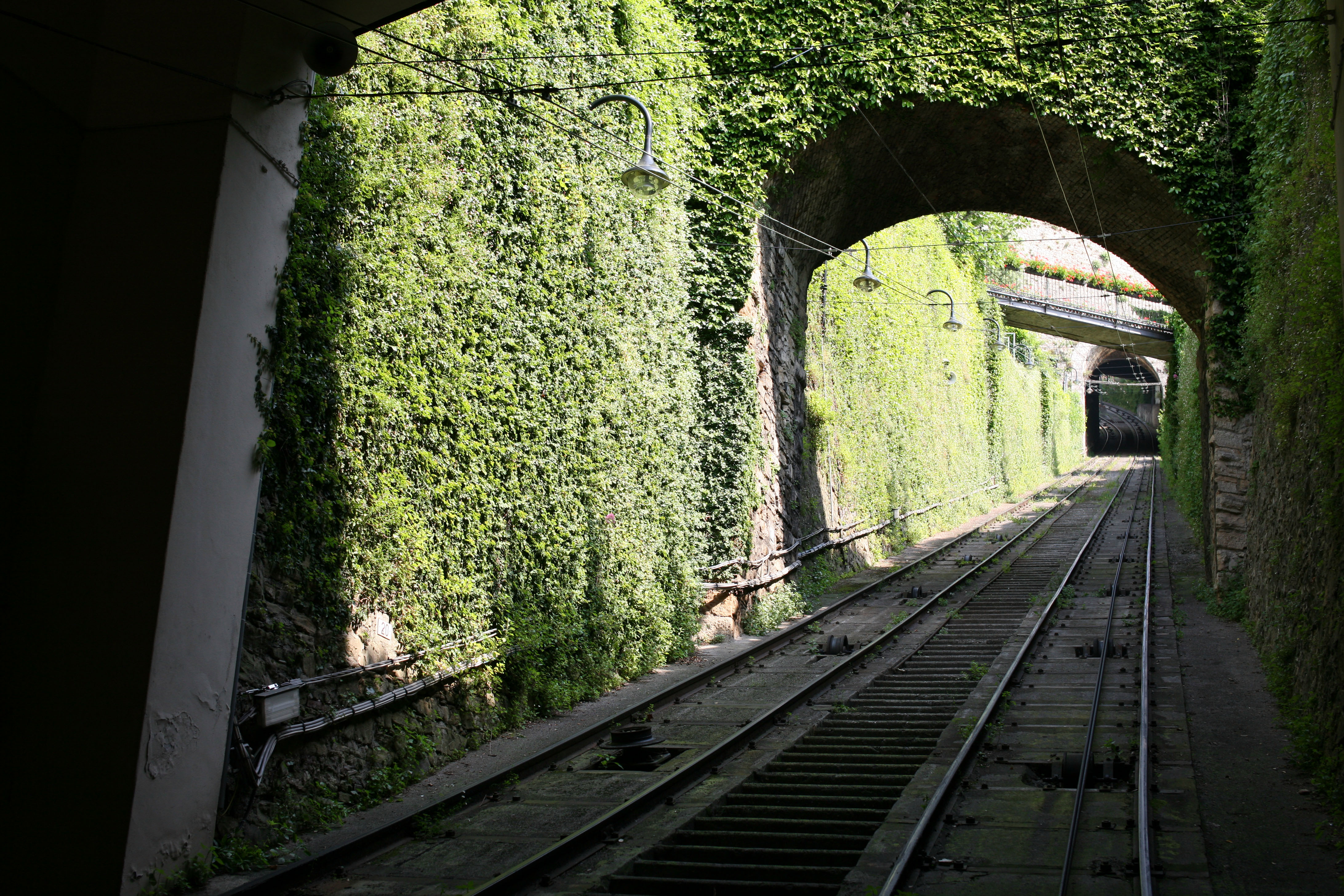
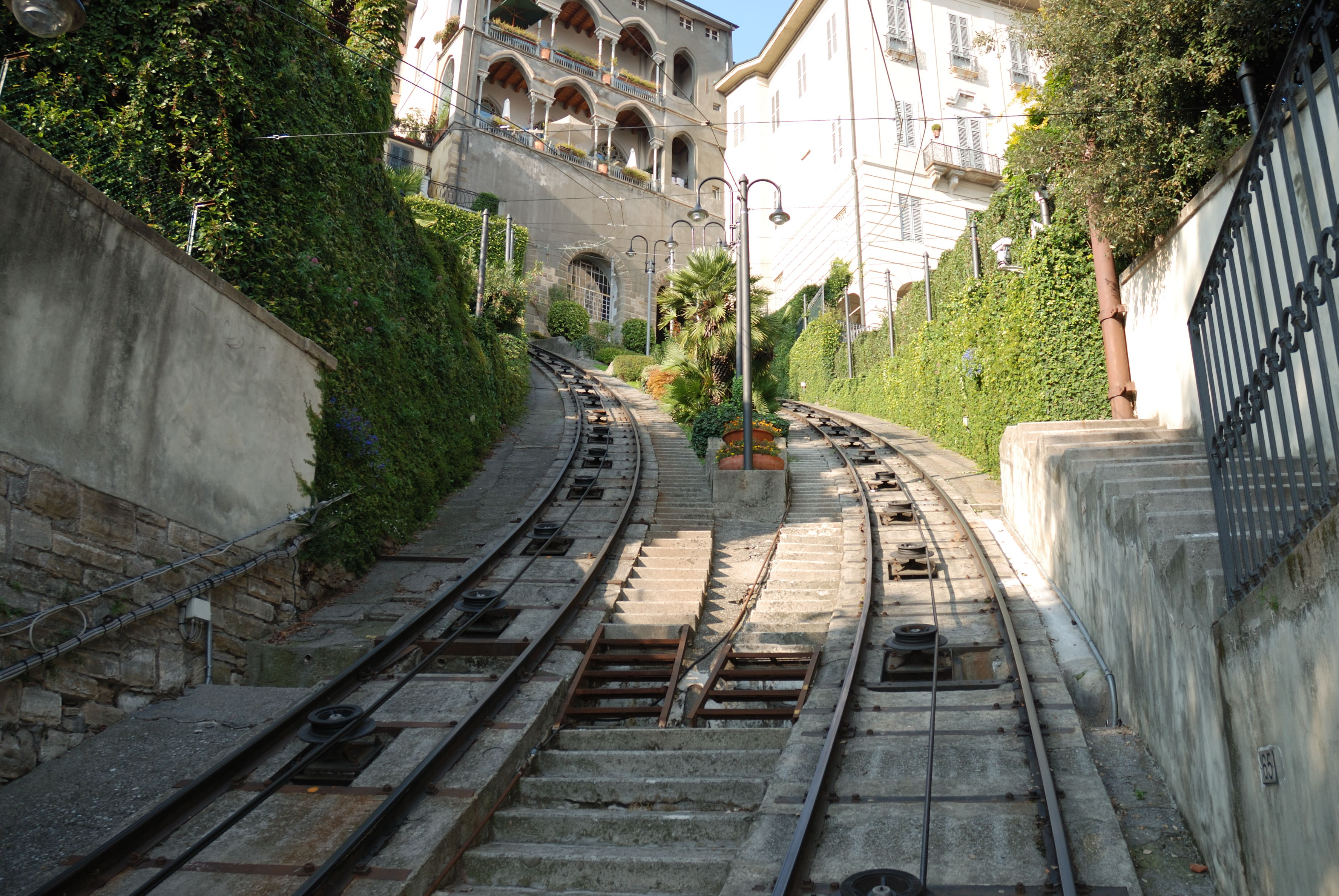
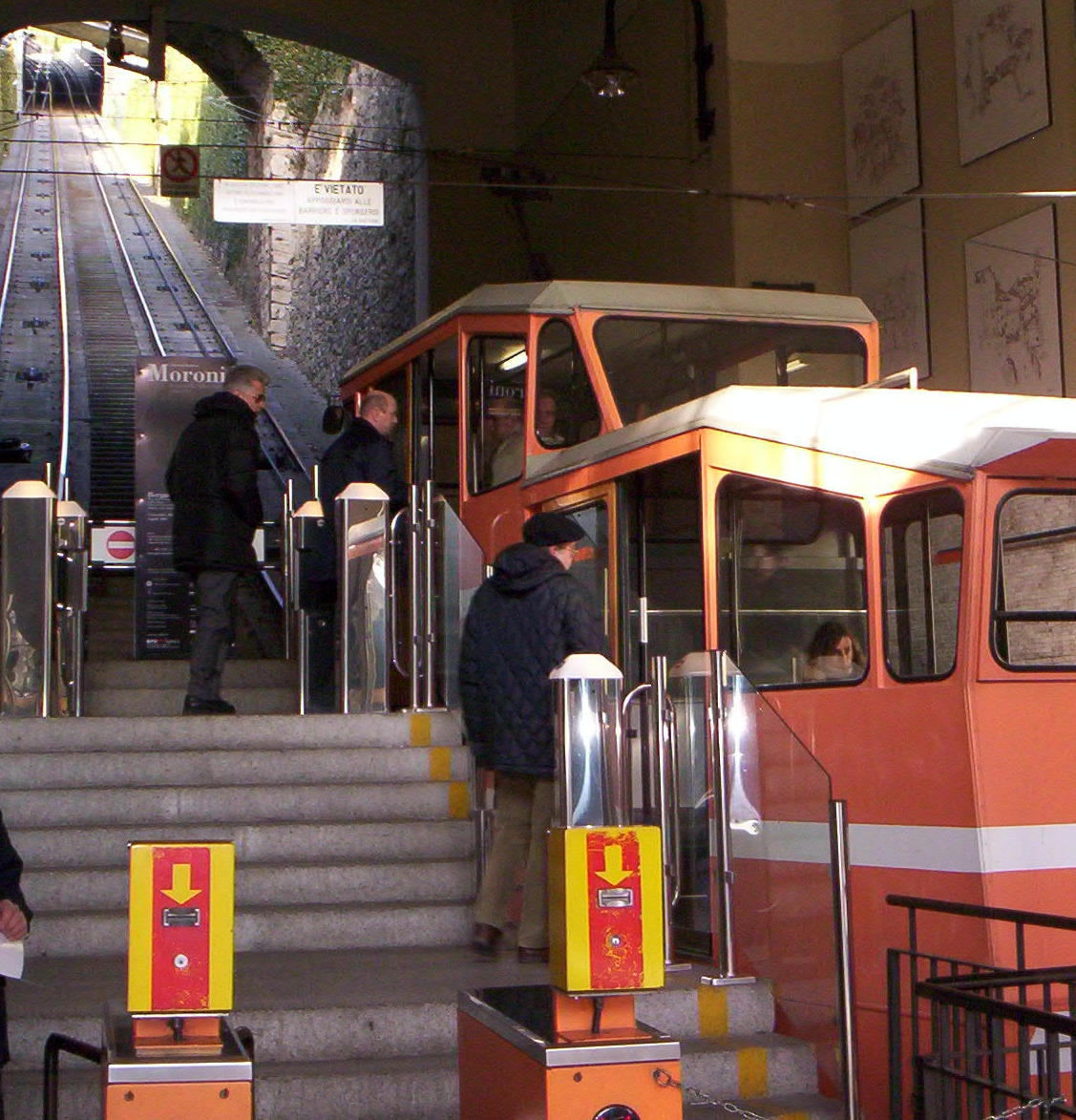
Station inférieure
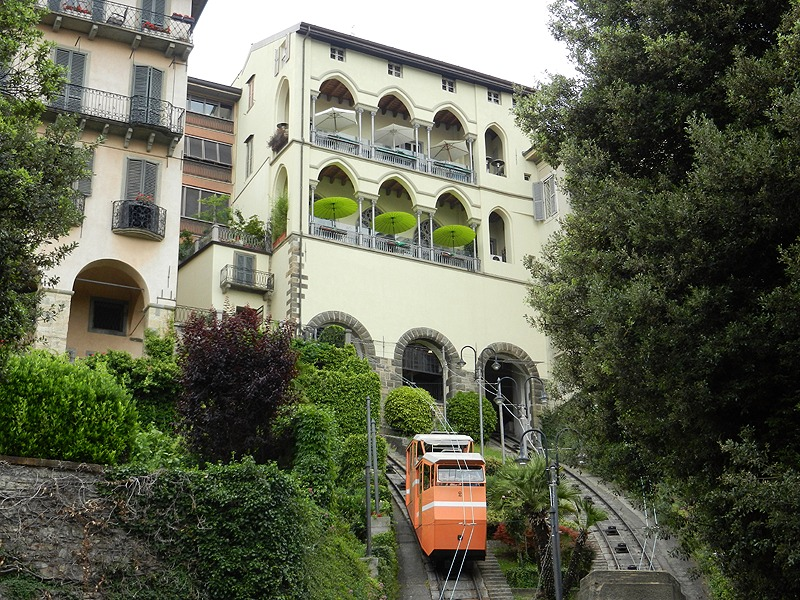
Funiculaire de Bergamo Alta